# ايرينا كاميليا باغو
ايرينا كاميليا باغو (بالرومانية: Irina-Camelia Begu)‏ مواليد 26 أغسطس 1990 في بوخارست، رومانيا. هي لاعبة كرة مضرب رومانية مُحترفة. بدأت مسيرتُها الاحترافية سنة 2005.

## روابط خارجية
- ايرينا كاميليا باغو على موقع رابطة محترفات التنس (الإنجليزية)
- ايرينا كاميليا باغو على موقع الاتحاد الدولي لكرة المضرب (الإنجليزية)
- ايرينا كاميليا باغو على موقع كأس بيلي جين كينغ (الإنجليزية)
- ايرينا كاميليا باغو على موقع بطولة ويمبلدون (الإنجليزية)
- ايرينا كاميليا باغو على موقع خلاصة التنس.كوم (الإنجليزية)
- ايرينا كاميليا باغو على موقع إي إس بي إن.كوم (الإنجليزية)
- ايرينا كاميليا باغو على موقع اللجنة الأولمبية الدولية (الإنجليزية)
- ايرينا كاميليا باغو على موقع أوليمبيديا (الإنجليزية)